# Epioblasma arcaeformis
Epioblasma arcaeformis era una especie de molusco bivalvo  de la familia Unionidae. 

## Distribución geográfica
Fue  endémica de los  Estados Unidos.

## Hábitat
Su hábitat natural eran los ríos.

## Estado de conservación
Fue extinto por la pérdida de su hábitat natural.